# Pseudoclitarchus
Pseudoclitarchus is een geslacht van Phasmatodea uit de familie Phasmatidae. De wetenschappelijke naam van dit geslacht is voor het eerst geldig gepubliceerd in 1991 door Salmon.

## Soorten
Het geslacht Pseudoclitarchus is monotypisch en omvat slechts de volgende soort:
- Pseudoclitarchus sentus (Salmon, 1948)